# بيطرطرات البوتاسيوم
بيطرطرات البوتاسيوم (أو طرطرات البوتاسيوم الهيدروجينية) هو مركب كيميائي صيغته KC4H5O6، ويوجد على هيئة مسحوق بلوري أبيض.
يعد هذا المركب ملح البوتاسيوم الحمضي لحمض الطرطريك، ويعرف أيضاً باسم كربم الطرطر.

## الوفرة الطبيعية والتحضير
يتشكل بيطرطرات البوتاسيوم طبيعياً في العنب من تفكك حمض الطرطريك إلى أيونات الطرطرات والبيطرطرات. لذلك يستحصل ناتجاً ثانوياً في صناعة النبيذ، من عملية تنقية الراسب في البراميل. إذ يتبلور أثناء عملية تخمير العنب، ويعتمد معدل الترسب على معدل تشكل نوى التبلور وعلى نمو البلورات، والذي يعتمد على محتوى الكحول والسكر ومحتوى المستخلص.

## الخواص
يوجد المركب في الشروط القياسية على هيئة مسحوق بلوري أبيض، وهو ضعيف الانحلالية في الماء.

## الاستخدامات
يستخدم مركب بيطرطرات البوتاسيوم بشكل واسع في المطبخ، ويطلق عليه اسم كريم الطرطر، ويستخدم من أجل تثبيت بياض البيض، وكذلك على هيئة مضاد تكتل ومادة مثخنة. يحول كريم الطرطر دون تبلور شراب السكر المحول، وذلك عن طريق تكسر بعض السكروز إلى غلوكوز وفركتوز.